# Cervone, Bilohirea
Cervone (în ucraineană Червоне) este un sat în comuna Pererosle din raionul Bilohirea, regiunea Hmelnîțkîi, Ucraina.

## Demografie
Componența lingvistică a localității Cervone
     Ucraineană (100%)
Conform recensământului din 2001, toată populația localității Cervone era vorbitoare de ucraineană (100%).